# SPYAIR TOUR 2013 "MILLION"
『SPYAIR TOUR 2013 "MILLION"』（スパイエアー・ツアー・にせんじゅうさん・ミリオン）は、SPYAIRの5作目の映像作品。2014年3月26日にSony Music Associated Recordsからリリースされた。

## 概要
前作『SPYAIR LIVE at 武道館 2012』より約1年ぶりのリリース。2013年11月から全国9箇所11公演で18,000人を動員して行われたSPYAIR初のホールツアー。全会場チケットが即完売となった追加公演最終日の12月27日、渋谷公会堂の映像を収録。前作に引き続き2枚組となっており、DISC 2には全行程を追いかけたドキュメンタリーとインタビューを収録。また、4人体制になってから初の映像作品となる。

## 収録映像

### DISC 1
1. OPENING
2. OVERLOAD
  - 3rdアルバム収録曲
3. 現状ディストラクション
  - 12thシングル表題曲
4. Last Moment
  - 2ndシングル表題曲
5. WENDY 〜It's You〜
  - 9thシングル表題曲
6. Are You Champion? Yeah!! I'm Champion!!
  - 11thシングルc/w曲
7. Naked
  - 8thシングル表題曲
8. GUITAR SOLO
UZによるソロ。
9. サクラミツツキ
  - 10thシングル表題曲
10. Winding Road
  - 3rdアルバム収録曲
11. 16 And Life
  - 3rdアルバム収録曲
12. MC
13. My Friend
  - 1stアルバム収録曲
14. DRUM SOLO
KENTAによるソロ。
15. 0 GAME
  - 7thシングル表題曲
16. Supersonic
  - 3rdアルバム収録曲
17. BASS SOLO
MOMIKENによるソロ。
18. STAND UP
  - 3rdアルバム収録曲
19. Turning Point
  - 10thシングルc/w曲
20. 感情ディスコード
  - インディーズ2ndシングル表題曲
21. ジャパニケーション
  - 3rdシングル表題曲
22. サムライハート (Some Like It Hot!!)
  - 4thシングル表題曲
23. 雨上がりに咲く花
  - 3rdアルバム収録曲
24. 虹
  - 11thシングル表題曲
25. JUST ONE LIFE
  - 13thシングル表題曲
26. SINGING
  - 1stシングルc/w曲
27. Endroll

### DISC 2
1. DOCUMENTALY & INTERVIEW